# Lana Gehring
Lana Gehring (Chicago, 21 agosto 1990) è una pattinatrice di short track statunitense.

## Palmarès

### Olimpiadi
- Bronzo a Vancouver 2010 nei 3000 metri a staffetta.

### Mondiali
- Argento a Shanghai 2012 nei 3000 metri a staffetta.
- Bronzo a Sofia 2010 nei 3000 metri a staffetta.
- Bronzo a Shanghai 2012 nei 500 metri.

### Mondiali - A squadre
- Bronzo a Heerenveen 2009.
- Bronzo a Varsavia 2011.